# Rita (hindouisme)
Rita (IAST: ṛta; devanagari: ऋत) a plusieurs sens. Il peut signifier la règle morale, le droit ou l'ordre établi, la justice ou encore la coutume sacrée, la prière ou la foi. Il a le sens également de loi divine, d'ordre cosmique ou de vérité suprême.

## Rita comme ordre cosmique
Dans la littérature védique, l'« Ordre cosmique » est une notion étroitement liée à la « vérité », et dans le Rig-Veda, la préservation de l'Ordre cosmique passe par la punition des « menteurs ». Il existe une relation étroite entre Rita et la notion de dharma en tant que conformité à l'« Ordre cosmique ». 
Si le Rita est l'ordre physique de l'univers[réf. nécessaire], il est aussi l'ordre du sacrifice de soi au bénéfice de la loi morale du monde, les deux étant reliés. 
Le védisme voit le dieu Varuna comme gardien du Rita, associé à Mitra, le dieu des alliances, des contrats et de l'honneur. Pour les hommes, la bonne exécution des sacrifices aux dieux était nécessaire pour garantir sa continuité.  